# Ksar El Abtal
Ksar El Abtal (em árabe: قصر الأبطال) é uma comuna localizada na província de Sétif, Argélia. Sua população estimada em 2008 era de 23 833 habitantes.